# Platycarphella
Platycarphella V.A.Funk & H.Rob., 2009 è un genere di piante angiosperme dicotiledoni della famiglia delle Asteraceae.

## Etimologia
Il nome generico (Platycarphella) deriva da due parole greche: "platys" (= piatto o grande) e "carpha" (= frutto), e si riferisce al largo frutto di questa specie. Il nome Platycarphella è inoltre un diminutivo del genere Platycarpha in quanto le sue specie sono derivate da quest'ultimo.
Il nome scientifico del genere è stato definito dai botanico contemporanei Vicki Ann Funk (1947 - 2019) e Harold Ernest Robinson (1932 - 2020) nella pubblicazione "Compositae Newsletter. Stockholm" (47: 26) del 2009.

## Descrizione

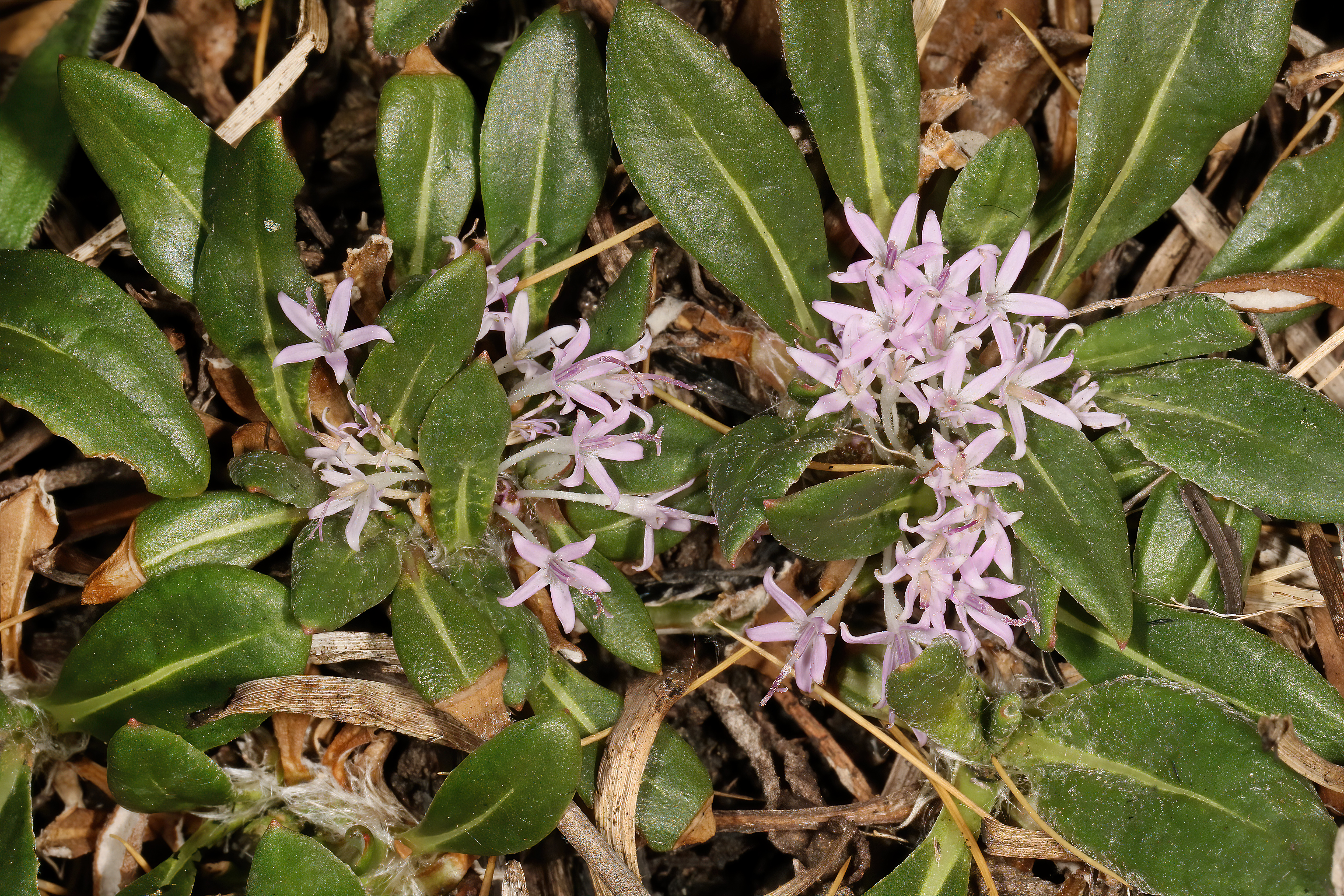
Le foglie
Platycarphella parvifolia

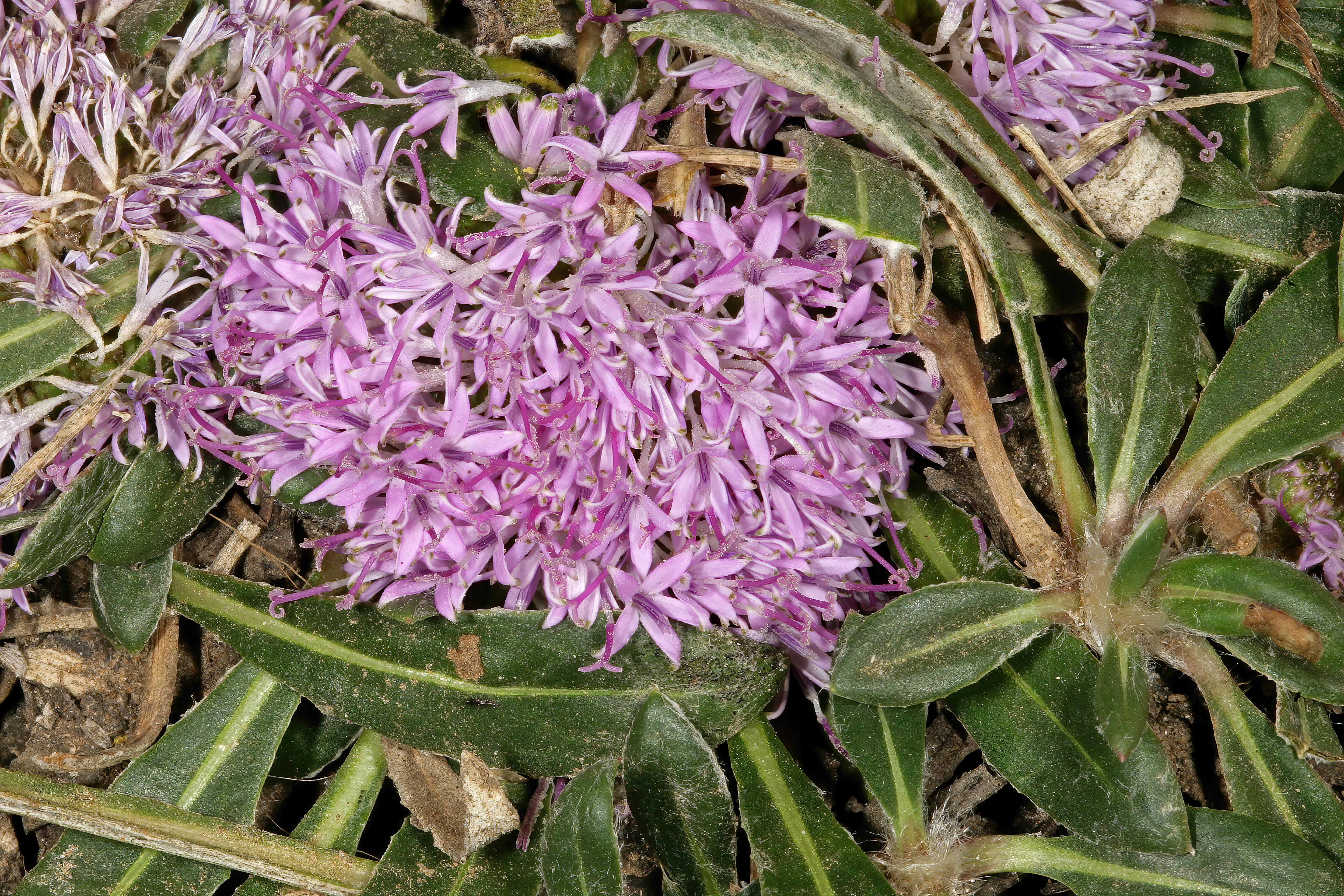
Infiorescenza
Platycarphella parvifolia

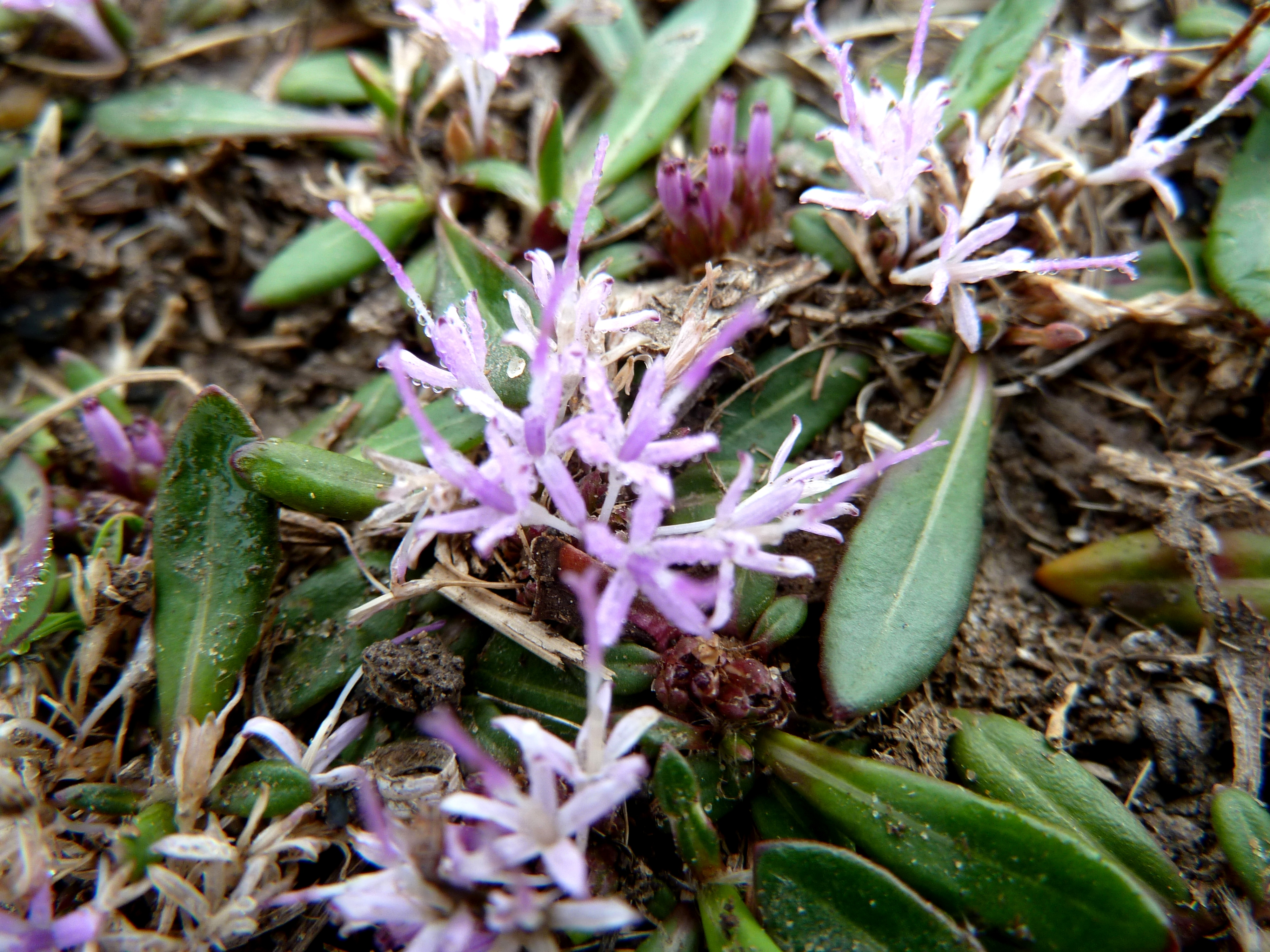
I fiori
Platycarphella parvifolia

Le specie di questo genere sono piante perenni con portamenti erbacei, rosettiformi e acaulescenti. Sono presenti dei rizomi. Non c'è latice.
In genere sono presenti foglie basali prostrate che spesso formano delle rosette. Le foglie si irradiano da una corona lanosa. La forma della lamina varia da obovata a oblanceolata; i bordi possono essere da interi, minutamente dentati (raramente sono pennatosetti). Le stipole e le spine sono assenti. Lunghezza delle foglie: 8 – 60 mm.
Le infiorescenze sono composte da capolini sessili raccolti al centro delle rosette. Sono presenti delle infiorescenze secondarie. I capolini, discoidi, sono formati da un involucro a forma più o meno cilindrica composto da brattee (o squame) all'interno delle quali un ricettacolo fa da base ai fiori. Le brattee disposte in più serie in modo embricato e scalato hanno varie forme e la consistenza può variare da erbacea a cartacea. Il ricettacolo, a forma piatta o più o meno conica, può essere ricoperto da pagliette oppure, più raramente, è nudo.
I fiori, da 3 a 14, sono tetra-ciclici (ossia sono presenti 4 verticilli: calice – corolla – androceo – gineceo) e pentameri (ogni verticillo ha 5 elementi). Sono tubulosi (actinomorfi), ermafroditi (bisessuali) e fertili.
- Formula fiorale:

*/x K {\displaystyle \infty }, [C (5), A (5)], G 2 (infero), achenio
- Calice: i sepali del calice sono ridotti ad una coroncina di squame.
- Corolla: la corolla dei fiori tubulosi ha un tubo lungo con 5 lobi; il colore è porpora; le corolle sono lunghe 8 – 13 mm.
- Androceo: gli stami sono 5 con filamenti liberi, glabri o papillosi e distinti, mentre le antere sono saldate in un manicotto (o tubo) circondante lo stilo. Le antere in genere hanno una forma sagittata con base caudata. L'endotecio è polarizzato e non è rinforzato lateralmente. Il polline normalmente è tricolporato a forma sferica o schiacciata ai poli; inoltre è echinato.
- Gineceo: lo stilo, snello, è filiforme con due stigmi divergenti e corti (1 mm). La parte apicale è leggermente ingrossata ed è ricoperta da corti peli specialmente sui bordi. L'ovario è infero uniloculare formato da 2 carpelli. L'ovulo è unico e anatropo.

I frutti sono degli acheni con pappo. La forma dell'achenio in genere è oblunga, prismatica con delle rugosità trasversali. Il pericarpo può essere di tipo parenchimatico, altrimenti è indurito (lignificato) radialmente; la superficie, specialmente alla base, è irsuta per peli arricciati o uncinati.  Il carpoforo (o carpopodium - il ricettacolo alla base del gineceo) è anulare. I pappi, formati da una o due serie di scaglie tronche,  persistenti, sono direttamente inseriti nel pericarpo o connati in un anello parenchimatico posto sulla parte apicale dell'achenio.

## Biologia
- Impollinazione: l'impollinazione avviene tramite insetti (impollinazione entomogama tramite farfalle diurne e notturne).
- Riproduzione: la fecondazione avviene fondamentalmente tramite l'impollinazione dei fiori (vedi sopra).
- Dispersione: i semi (gli acheni) cadendo a terra sono successivamente dispersi soprattutto da insetti tipo formiche (disseminazione mirmecoria). In questo tipo di piante avviene anche un altro tipo di dispersione: zoocoria. Infatti gli uncini delle brattee dell'involucro si agganciano ai peli degli animali di passaggio disperdendo così anche su lunghe distanze i semi della pianta.

## Distribuzione e habitat
Le specie di questo genere si trovano in Africa del sud: Botswana, Sudafrica e Namibia.

## Tassonomia
La famiglia di appartenenza di questa voce (Asteraceae o Compositae, nomen conservandum) probabilmente originaria del Sud America, è la più numerosa del mondo vegetale, comprende oltre 23.000 specie distribuite su 1.535 generi, oppure 22.750 specie e 1.530 generi secondo altre fonti (una delle checklist più aggiornata elenca fino a 1.679 generi). La famiglia attualmente (2021) è divisa in 16 sottofamiglie.

### Filogenesi
Le specie di questo genere, attualmente, in base alle ultime analisi filogenetiche del DNA, appartengono alla sottofamiglia Vernonioideae; in precedenza, all'interno del genere Platycarpha, erano descritte nella famiglia Cichorioideae o nella tribù Arctotideae.
I caratteri distintivi per le specie di questo genere sono:
- le infiorescenza hanno capolini più piccoli, con 3 - 14 fiori;
- le corolle sono lunghe 8 – 13 mm;
- i rami dello stila sono lunghi 1 mm;
- il polline è echinate e tricolporato, senza margini a forma di "papillon";
- i segmenti del pappo sono tronchi e con i margini sovrapposti.

### Elenco delle specie
Il genere Platycarphella ha 2 specie:
- Platycarphella carlinoides (Oliv. & Hiern) V.A.Funk & H.Rob.
- Platycarphella parvifolia  (S.Moore) V.A.Funk & H.Rob.